# Tóim Snáma mac Flainn
 Tóim Snáma mac Flainn (mort en  770) est un roi d'Osraige dans l'actuel comté de Kilkenny. Il règne vers 761 à 770. La date exacte de son accession au trône est inconnue, 761 correspondant à la dernière mention dans les Annales de son prédécesseur Anmchad mac Con Cherca.  

## Contexte
Tóim Snáma mac Flainn appartient à la dynastie connue sous le nom de Dál Birn qui gouverne le royaume depuis la christianisation de l'Irlande. Il est le fils d'un précédent souverain Flann mac Congaile qui règne quelque temps vers 712 et qui est mentionné dans le Livre de Leinster mais pas par les Annales. Son arrière grand-père nommé Máel Aithgén est le frère de Scannlan Mór mac Colmáin († 644), un précédent souverain
Après la mort du roi Anmchad le royaume  d'Osraige sombre dans la guerre civile. Tóim Snáma s'oppose aux fils de  Cellach mac Fáelchair († 735), sans doute menés par Dúngal mac Cellaig († 772). En 769, il est victorieux dans un combat contre eux et les contraint à s'enfuir. En 770 il est tué vraisemblablement par Dúngal qui lui succède.